# 津堤

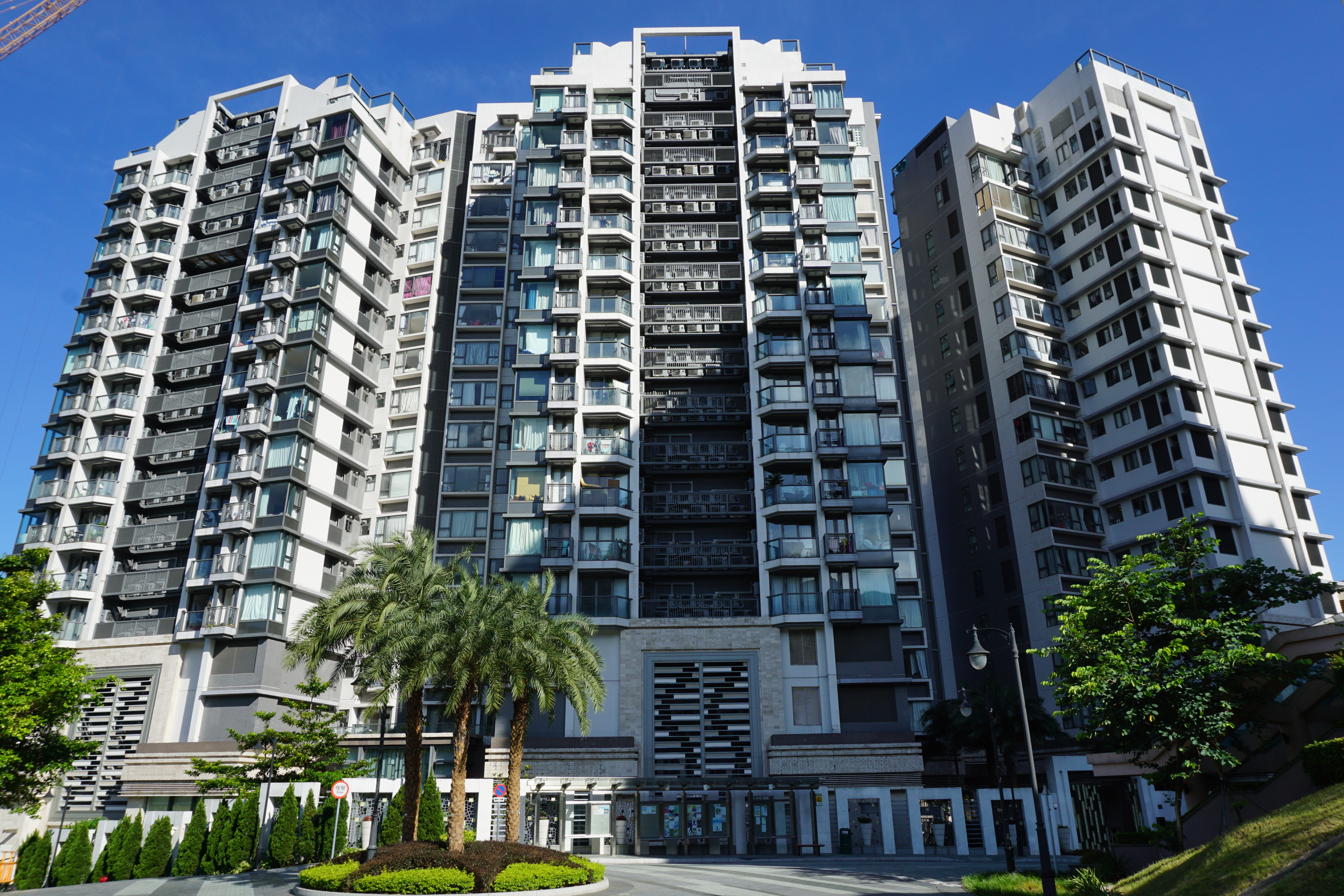
津堤

津堤，是愉景灣第十四期的住宅項目，位於香港大嶼山愉景灣津堤徑8號，發展商為香港興業有限公司。項目共分3座，每座15層高（不設4、13及14樓），落成後將提供164個單位。
「津堤」的英文名稱Aamlfi，概念是源自位於意大利南部海岸的著名度假勝地阿馬爾菲海岸（Amalfi Coast）。該處被譽為人生必到的旅遊景點之一，以其崎嶇的地形，如畫的美景，城鎮的獨特和多樣性，被聯合國教科文組織列為世界遺產。